# Jean-Cyril Robin
Pour les articles homonymes, voir Robin.
Jean-Cyril Robin, né le 27 août 1969 à Lannion, est un coureur cycliste français. Il est professionnel de 1991 à 2004. Coureur complet, il termine notamment sixième du Tour de France 1998 ainsi que neuvième du Tour d'Italie 1996.
Il a créé une « course cycliste pour aider les malades, atteints de la maladie de Crohn, à garder espoir » : La cyclosportive Jean-Cyril Robin.

## Biographie
Jean-Cyril Robin obtient pas moins de 26 victoires chez les juniors en 1987. Il remporte notamment les championnats de France juniors devant Eddy Seigneur et Philippe Ermenault. Après son service militaire en 1989, il dispute sa dernière saison en amateur l'année suivante, gagnant au passage une étape du Tour du Limousin. Ses bons résultats dans les rangs inférieurs laissent présager une carrière riche de succès chez les professionnels. 
Coureur complet, « le petit prince d'Orvault » participe à onze reprises au Tour de France, finissant notamment 6e du classement général en 1998. Il s'illustre deux ans auparavant sur le Tour d'Italie avec une 9e place au général sous le maillot de la Festina, alors que son coéquipier Pascal Hervé endosse cette année-là le maillot rose pour une journée. Sa seconde expérience sur la Grande Boucle se solde par un abandon lors de la 11e étape, après avoir chuté sérieusement dès la première étape. Il est également médaillé de bronze aux championnats du monde de cyclisme à Vérone en 1999, au sein d'une échappée composée entre autres de Jan Ullrich et Frank Vandenbroucke. Il met fin à sa carrière à l'issue de la saison 2004, après quatorze années passées au sein de l'élite.   
Il est le premier coureur à oser parler d'un « cyclisme à deux vitesses », en référence au combat mené par la Fédération française de cyclisme contre les pratiques dopantes, toujours présentes au sein du peloton. Cela lui vaut les foudres de Lance Armstrong, n'hésitant pas alors par exemple à faire rouler son équipe afin d'annihiler tout chance d'échappée pour le Breton, mais également celles du président de l'UCI, Hein Verbruggen . À l'inverse, Daniel Baal, le président de la FFC, n'a pas hésité à lui apporter son soutien, étant lui aussi fermement engagé à lutter contre les pratiques illicites encore courantes dans le peloton.

## Palmarès

### Palmarès amateur[9]
| - 1987 - Champion de France sur route juniors - Champion des Pays de la Loire juniors - 3e du Tour de l'Abitibi - 6e du championnat du monde du contre-la-montre juniors - 8e du championnat du monde sur route juniors - 1988 - Tour de Loire-Atlantique - 3e des Deux Jours cyclistes de Machecoul - 1989 - 3e du Circuit du Bocage vendéen - 3e du Circuit de l'Aisne - 3e de Paris-Chauny - 6e du championnat du monde du contre-la-montre militaires | - 1990 - 4e étape du Tour du Limousin - Boucles de la Mayenne - Tour du Cambrésis - 2e de Redon-Redon - 3e de la Route de France - 3e de Paris-Mantes |  |

### Palmarès professionnel[10],[11]
| - 1991 - 3e du Tour d'Armorique - 1992 - Vainqueur de la Coupe de France - Grand Prix de Rennes - 3e étape du Tour d'Armorique - 3e de Cholet-Pays de Loire - 1993 - Route Adélie - Tour d'Armorique : - Classement général - 1re étape - 3e de la Classique des Alpes - 1995 - 5e étape des Quatre Jours de Dunkerque - 5e du Critérium du Dauphiné libéré - 1996 - 9e du Tour d'Italie - 1997 - 3e du Critérium du Dauphiné libéré | - 1998 - 6e du Tour de France - 9e du Tour de Catalogne - 10e du Critérium du Dauphiné libéré - 1999 - 1re étape du Tour du Poitou-Charentes et de la Vienne - 4e étape du Tour Trans-Canada - 2e du Prix des blés d'or - 2e du Tour du Poitou-Charentes et de la Vienne - 2e du Tour Trans-Canada - Médaillé de bronze au championnat du monde sur route - 2000 - Prix du Léon - 2e du Tour du Limousin - 2e du Tour du Finistère - 2001 - 2e du Tour du Finistère |  |

## Résultats sur les grands tours

### Tour de France
11 participations
- 1992 : 44e
- 1993 : abandon (11e étape)
- 1995 : 22e
- 1996 : abandon (6e étape)
- 1997 : 15e
- 1998 : 6e
- 1999 : 52e
- 2000 : 19e
- 2001 : 56e
- 2002 : 32e
- 2004 : 47e

### Tour d'Italie
3 participations
- 1994 : 42e
- 1996 : 9e
- 2001 : non-partant (14e étape)

### Tour d'Espagne
3 participations
- 1995 : abandon (8e étape)
- 1997 : abandon (4e étape)
- 1998 : abandon (16e étape)